# Restyling (ferrovia)
Restyling è un termine inglese, usato in terminologia ferroviaria per indicare interventi di aggiornamento esteriore e/o interiore di un rotabile, come una locomotiva, un'automotrice, una carrozza passeggeri o un treno a composizione bloccata.
Nel caso di un restyling esterno, si tratta principalmente di un cambio di livrea, al fine di "svecchiare" l'immagine del treno, come nel caso delle carrozze semi-pilota di tipo UIC-X, che di recente sono state ripellicolate nella nuova livrea DPR, in luogo della "vecchia" livrea XMPR; ma potrebbe trattarsi anche di modifiche minori, come il solo aggiornamento del pittogramma e/o del logo dell'azienda ferroviaria, come nel caso del logo delle Ferrovie dello Stato, il quale è stato più volte oggetto di restyling.
Nel caso di restyling degli interni, principalmente interessa il rifacimento degli arredi interni e dei sedili, del pavimento e delle porte interne.
Tuttavia, questo genere di interventi, potrebbe interessare anche altre parti interne del treno, come il sistema di illuminazione, sostituendolo con quello di tipo LED, l'installazione o l'aggiornamento di un più funzionale e moderno sistema di informazione per i passeggeri,
finalizzato a garantire una maggior sicurezza e controllo all'interno dei rotabili, esattamente come è stato fatto per alcuni dei treni TAF, e per alcuni treni del servizio ferroviario Malpensa Express.

## Procedura del restyling esterno dei rotabili ferroviari

### Cosa prevede il restyling esterno dei rotabili ferroviari
Quando si avvia un processo di restyling esterno di un rotabile, per prima cosa viene rimossa la vernice o pellicola attuale, successivamente viene effettuata la riparazione della cassa (qualora fosse necessario); poi viene effettuata l'applicazione di un fondo protettivo, e alla fine viene eseguita la verniciatura (o ripellicolazione), nonché l'applicazione di pellicole decorative antigraffiti.

### Come avviene la pellicolatura
Si seleziona la pellicola antigraffiti da applicare, successivamente viene preparata la cassa per la pellicolatura, quindi si applica la pellicola antigraffiti sul rotabile in questione.

## Differenze rispetto al revamping
Il restyling si differenzia dal revamping, poiché quest'ultimo comporta interventi strutturali, nonché la modifica degli interni e degli impianti di un rotabile, atti a modificarne anche l'aspetto esteriore, quali la fanaleria, le porte, i finestrini (sostituiti con quelli di nuova concezione, dotati di vetrocamera, per limitare le dispersioni termiche), la sostituzione integrale del pavimento e delle pannellature laterali, come nel caso dell'automotrice ADe 18, appartenente alla serie delle automotrici diesel ADe 11-20, a scartamento ridotto (950 mm), della Ferrovia Circumetnea.
In casi più particolari, il revamping comporta anche la sostituzione completa della cabina di guida, come successe per le locomotive FS E.444, e per le sei automotrici FS RALn 60 a scartamento ridotto, acquistate dalla Ferrovia Circumetnea, la quale eseguì su di esse un importante intervento di revamping, il quale comportò anche la sostituzione delle cabine, nonché la costruzione di una cabina ex novo, dando nuova vita alle sei automotrici, che furono immatricolate "RALn 64".